# Ary Renan
Ernest Cornélis Ary Renan né à Paris le 28 octobre 1857 et mort dans la même ville le 4 août 1900, est un peintre, dessinateur, illustrateur, écrivain et poète français.

## Biographie

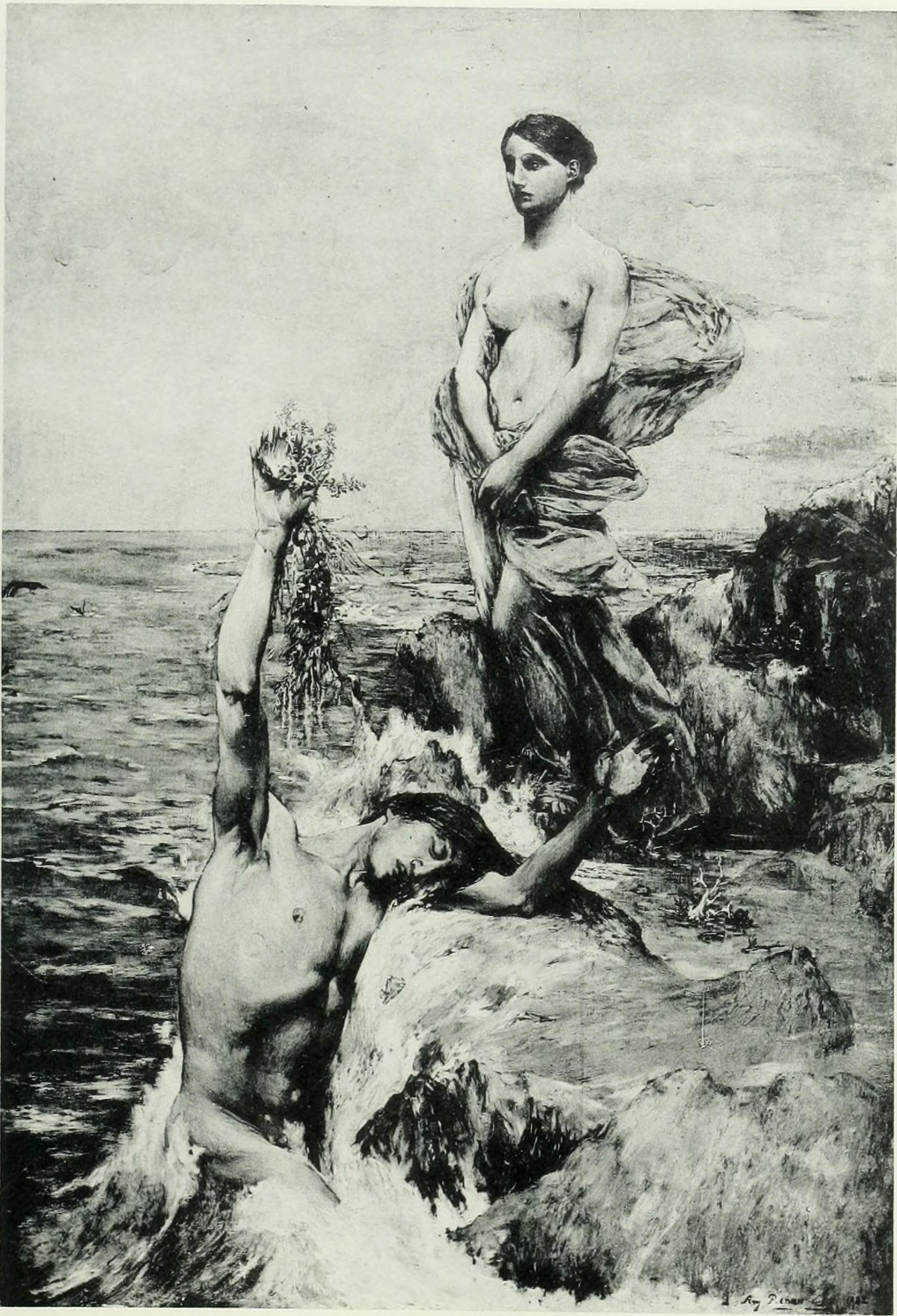
Le Plongeur (1882), Columbus, Columbus Museum of Art.

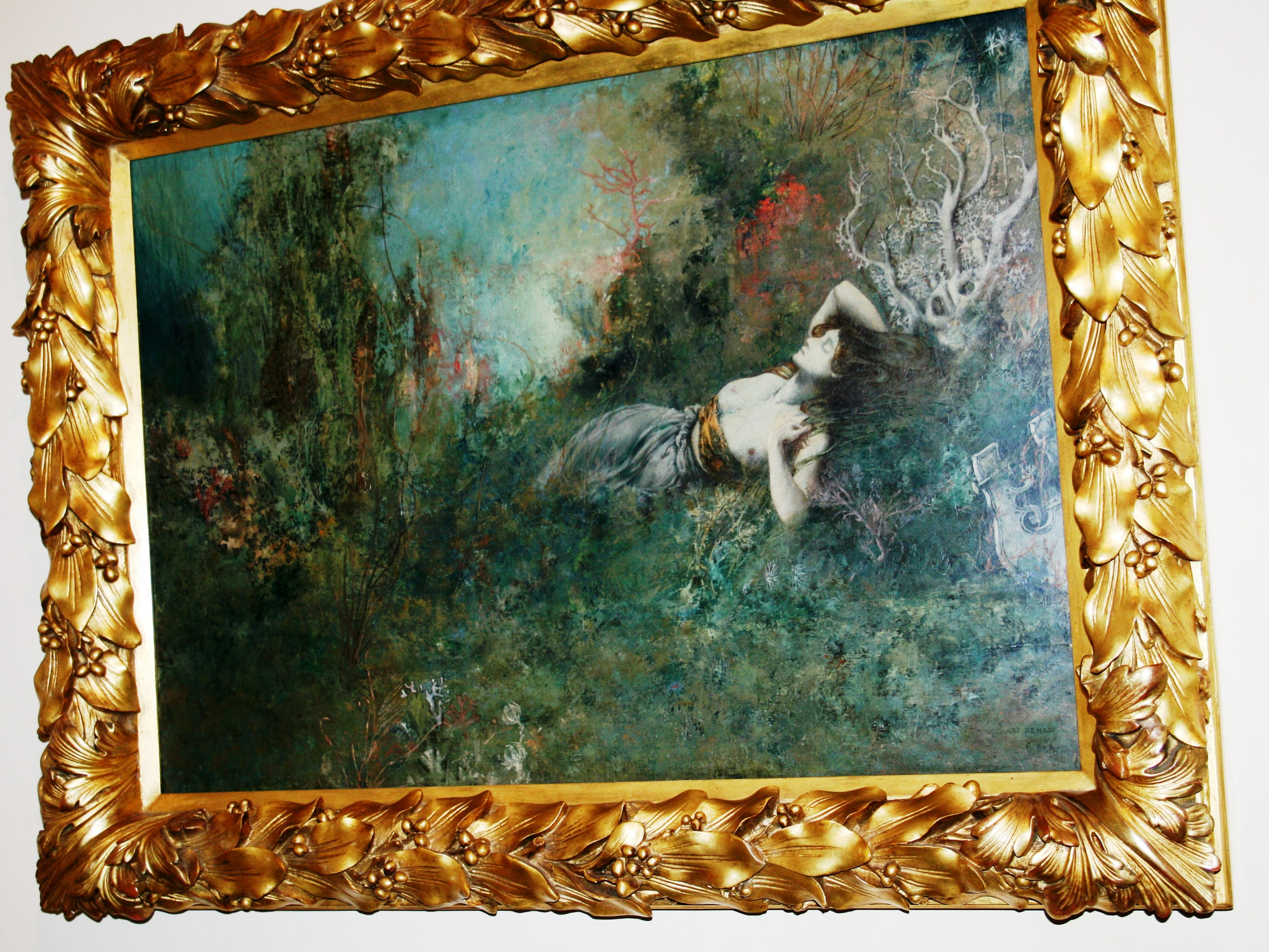
Sapho, Tréguier, musée Ernest-Renan, dépôt du musée d'Orsay.

Ary Renan est le fils de l'historien Ernest Renan, le petit-fils du peintre Henry Scheffer et le petit-neveu du peintre romantique Ary Scheffer. Ce cercle familial cultivé et sensible, ouvert aux idées artistiques modernes, le mène vers une carrière de peintre.
Élève de Jules-Élie Delaunay et de Pierre Puvis de Chavannes à l'École des beaux-arts de Paris, il fait partie des intimes de Gustave Moreau. Il expose au Salon des artistes français à partir de 1880 puis à celui de la Société nationale des beaux-arts entre 1893 et 1897. Lié au milieu artistique et littéraire symboliste, il se distingue par son intelligence et sa gentillesse.
En janvier 1888, il fait partie du groupe des 33 de la galerie Georges Petit, événement qui vise à faire connaitre 33 artistes (hommes et femmes) dont certains sont restés à la postérité. Ce type d'exposition sera reconduit également en 1889.
Souffrant d'un handicap physique (qui le forçait à s'appuyer sur une canne), Ary Renan reporte son énergie vers la contemplation et la création. Il voyage entre 1891 et 1895 en Europe (Naples, Ischia, Venise) et en Orient (Tlemcen en Algérie, Kairouan en Tunisie, à Homs et Hama en Syrie). Il fera une description précise des monuments qu'il visita et des paysages observés dans l'ouvrage Paysages historiques publié en 1898.
Il travaille souvent en Bretagne à Tréguier dont son père est originaire. Il recherche moins les sujets bretons que la force et la mélancolie des éléments. Toutefois, avec Armand Dayot, il fut un des cofondateurs en 1894 de l'organisation laïque, littéraire et artistique Bretons de Paris qui devint l’Association des bleus de Bretagne. En tant que président de cette association en 1896, Ary Renan se distingue par la défense d'Alfred Dreyfus.
Critique d'art dans la Gazette des Beaux-Arts, collaborateur au Temps, Il publie différents ouvrages, récits de ses voyages, poésies, dans une thématique symboliste : chimères, chevaliers et idéal y côtoient une Antiquité rêvée et une mythologie revisitée.
Nommé, comme artiste peintre, chevalier de la Légion d'honneur en 1895, il meurt sans enfant le 4 aout 1900 au 6, rue du Val-de-Grâce à Paris. Ses obsèques sont l'occasion d'un rassemblement important d'artistes liés aux arts et aux lettres. Un discours y est prononcé par Mathias Morhardt pour Émile Duclaux, vice-président de la Ligue des droits de l'homme dont Ary Renan était membre actif.
Il est inhumé à Paris au cimetière de Montmartre dans le caveau familial d'Ary Scheffer (22e division).
Qualifié de « peintre de l'âme », il laisse le souvenir d'un peintre-poète d'une grande sensibilité.

« Je sens sourdre en mon cœur parfois, la nostalgie
De continents trop beaux que j'ai vus en rêvant,
Et crois, dans ma folie, être le survivant
Des âges d'or contés par la mythologie. »

— Le Lointain voyage
Le musée de la Vie romantique, sis dans l'hôtel Scheffer-Renan à Paris, conserve un fonds de dessins de cet artiste dont Jean Lorrain sut dire au moment de sa mort : « c'était une âme au pays des mufles ». Quelques-unes de ses œuvres sont conservées au musée Ernest-Renan, dans la maison natale de son père à Tréguier, dont le tableau symboliste Sapho, inspiré de la mythologie grecque.
Le musée d'Orsay à Paris, le musée des Beaux-Arts de Quimper et le musée de Picardie d'Amiens conservent également des œuvres d'Ary Renan.

## Publications
- Gustave Moreau, éd. La Gazette des Beaux-Arts, Paris, 1886, 133 p. À la mort de Gustave Moreau, Ary Renan rédigea cet ouvrage pour lui rendre hommage.
- Le costume en France, Paris, Librairie-imprimeries réunis, 1890, 275 p.
- Paysages historiques (Ischia, Torcello, Kairouan, Tlemcen, Homs et Hama, les torrents du Haut-Liban), Paris, Calmann-Levy, 1898, 313 p.
- Rêves d'artistes, Paris, Calmann-Lévy, 1901, 164 p. Recueil de poèmes publié à titre posthume.
- Ernest Renan, Patrice, Paris, Calmann-Lévy, 1909. Illustrations d'après Ary Renan.